# Claudio Brook
Claude Sydney Brook Marnat (Ciudad de México, 28 de agosto de 1927-Ciudad de México, 18 de octubre de 1995), conocido como Claudio Brook, fue un actor y actor de doblaje mexicano. 

## Biografía y carrera

### Primeros años
Claude Sydney Brook Marnat nació el 28 de agosto de 1927 en Ciudad de México. Sus primeros trabajos fueron laborando en la Embajada del Reino Unido, y como futbolista para el Club de Fútbol Atlante. 

### Inicios artísticos
Ingresó al medio artístico desempañándose como actor de doblaje. Posteriormente, incursionó en teatro con obras como Vals de aniversario, de Jerome Chadorov y Joseph Fields; Hora cero, de Agatha Christie, y El hombre de La Mancha de Dale Wasserman.

### Consagración

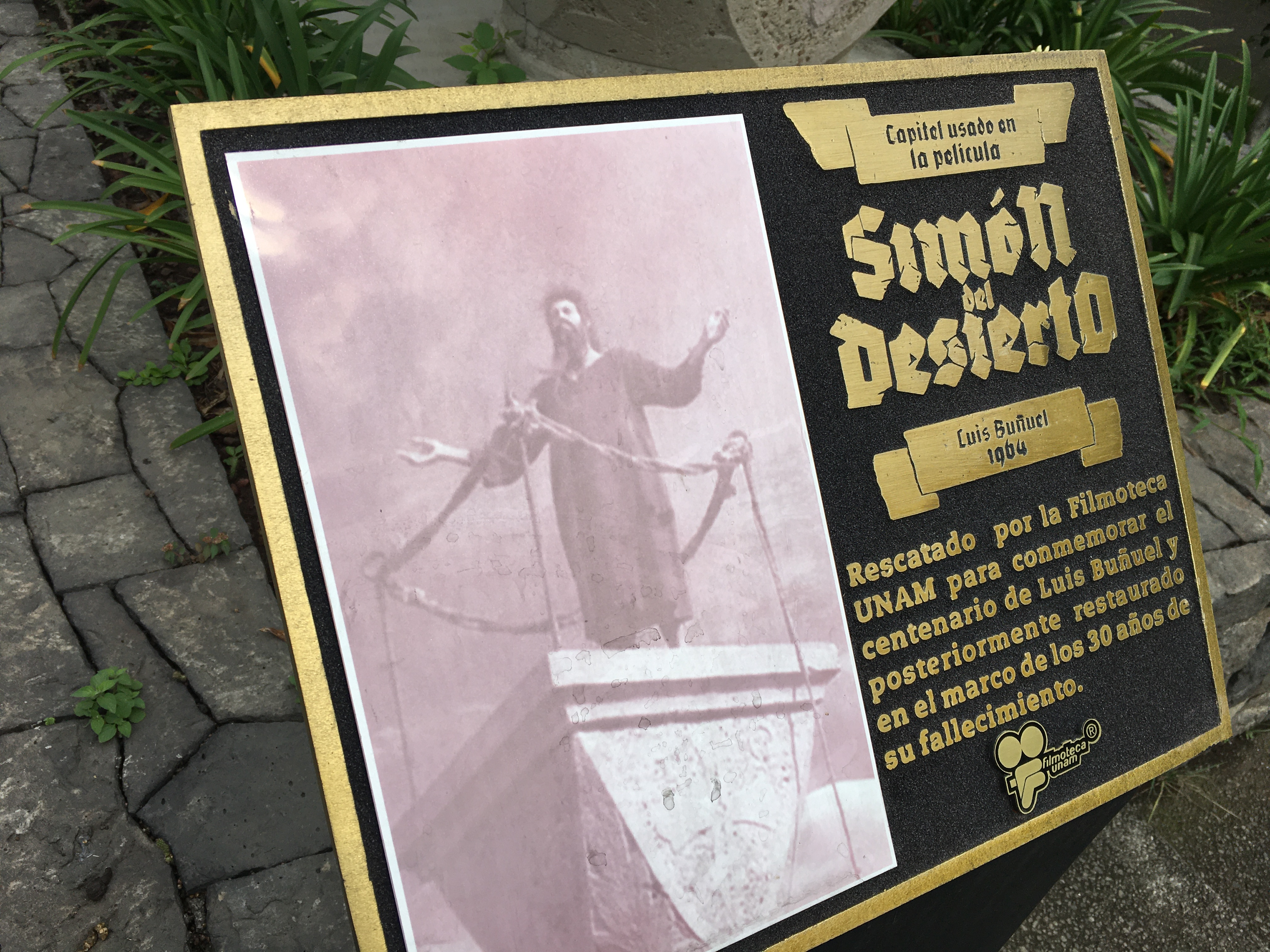
Placa conmemorativa a Simón del desierto retratada en 2022, con una imagen publicitaria de Brook caracterizado como Simeón el Estilita.

En 1962, consagró su carrera al intervenir en el El ángel exterminador, su primer proyecto realizado con el director de cine hispanomexicano Luis Buñuel. Tres años después, se estrenó Simón del desierto, otro filme de Buñuel en el que protagonizó interpretando al santo asceta sirio, Simeón el Estilita.
En 1975, se estrenó su película grabada Venezuela, Crónica de un subversivo latinoamericano de Mauricio Walerstein, en la que interpretó al coronel Michael Smolen, segundo jefe de la Misión Militar de los Estados Unidos, secuestrado el 9 de octubre de 1964. También en Venezuela participó en las películas de Román Chalbaud La quema de Judas (1974) y El pez que fuma (1977).
Desde alrededor de 1984 a 1992, fue la voz oficial que hizo la narración de la publicidad de la gama de automóviles y camiones Chrysler y Dodge de México para la televisión nacional popularizando las frases «Valor Chrysler», «Ingeniería Chrysler» y «Calidad Dodge» y en Chile de Radio Horizonte y Radio Manquehue FM.
Su último trabajo fue en el vídeo experimental Utopía 7 (1995). 

## Vida personal y muerte
Estuvo casado con la actriz Mercedes Pascual, con la que procreó una hija: Claudia.
En segundo matrimonio estuvo casado con la actriz Eugenia Avendaño, con quien tuvo una hija: la también actriz Simone Brook. Tras su divorcio, Brook se casó con la actriz Alicia Bonet, con quien vivió hasta el día de su muerte. Procrearon dos hijos: Arturo y Gabriel.
El 18 de octubre de 1995, Brook falleció en Ciudad de México a los 68 años de edad. En 2004, su hijo Gabriel Brook se suicidó a los 24 años.

## Filmografía

### Cine
- El último rebelde (1958)
- Los hijos del divorcio (1958)
- El derecho a la vida (1959)
- Las señoritas Vivanco (1959)
- Vagabundo y millonario (1959), Sr. Procurador
- Neutrón el enmascarado negro (1960), profesor Walker
- El gran pillo (1960)
- El último mexicano (1960)
- The Young One (1960)
- Yo sabía demasiado (1960)
- Rosa Blanca (1961), cónsul de México en Estados Unidos
- Las cosas prohibidas (1961)
- El ángel exterminador (1962)
- Gerónimo (1962)
- El Santo en el museo de cera (1963), Dr. Karol
- Cuando los hijos se pierden (1963)
- Entrega inmediata (1963), Sr. Álex
- La mano que aprieta (1964), profesor Davenport
- Guadalajara en verano (1964)
- Simón del desierto (1964)
- Un hombre peligroso (1965)
- Los bienamados (1965), Roberto (segmento: «Tajimara»)
- The Glory Guys (1965)
- Viva María! (1965) producción francomexicana, como el Gran Rodolfo
- Du rififi à Paname (1966)
- La Grande Vadrouille (1966)
- Troppo per vivere... poco per morire (1967)
- La Blonde de Pékin (1967)
- Coplan sauve sa peau (1968)
- La Voie Lactée (1969)
- Frau Wirtin hat auch eine Nichte (1969)
- La Femme écarlate (1969)
- Jesús, nuestro señor (1969), Jesús
- Fútbol México 70 (1970), narrador (versión en español)
- El jardín de la Tía Isabel (1972), Gonzalo de Medina
- The Assassination of Trotsky (1972)
- Triángulo (1972), Dr. Pedro Millan
- El castillo de la pureza (1972), Gabriel Lima
- Jory (1973)
- El muro del silencio (1973)
- Interval (1973)
- Cinco mil dólares de recompensa (1973)
- The Mansion of Madness (1973)
- La quema de Judas (1974)
- El santo oficio (1974)
- La bestia acorralada (1974)
- Crónica de un subversivo latinoamericano (1975), coronel Robert Ernest Whitney
- Alucarda, la hija de las tinieblas (1976), Dr. Oschek (hizo tres personajes en total en esta cinta: la bruja, el gitano y el doctor)
- The Devil's Rain (1975)
- El mar (1976)
- Foxtrot (1976)
- The Return of a Man Called Horse (1976)
- El pez que fuma (1977)
- Flores de papel (1977)
- Las abejas (1978)
- Only Once in A Lifetime (1979)
- Matar por matar (1979)
- Eagle's Wing (1979)
- Pedro Páramo (1981)
- Complot Petróleo: La cabeza de la hidra (1981)
- Max dominio (1981)
- Memoriales perdidos (1985)
- De veras me atrapaste (1985)
- Murieron a la mitad del río (1986)
- La vida de nuestro señor Jesucristo (1986), Jesucristo
- Frida, naturaleza viva (1986)
- Esperanza (1988)
- Licence to Kill (1989)
- Romero (1989)
- Revenge (1990)
- Death and The Compass (1992)
- Miroslava (1993)
- Cronos (1993)
- Fray Bartolomé de las Casas (1993)
- Se equivocó la cigüeña (1993)
- Perdóname todo (1995)
- Una papa sin catsup (1995)
- Utopía 7 (1995)

### Televisión
- Captain Grief (1960)
- Vida robada (1961)
- Un grito en la obscuridad (1965)
- Viviana (1978)
- Sandra y Paulina (1980)
- El árabe (1980)
- La pasión de Isabela (1984)
- Juana Iris (1985)
- El camino secreto (1986)
- Senda de gloria (1987)
- Teresa (1989), Fabián
- Balada por un amor (1989)
- One Man's War (1991)
- Las secretas intenciones (1992)
- Televiteatros (1992-1993)
- Valentina (1993-1994)
- Imperio de cristal (1994-1995)
- El vuelo del águila (1994-1995)
- María José (1995)
- Retrato de familia (1995-1996)

## Premios
| Año  | Premio       | Categoría   | Trabajo nominado      | Resultado |
| ---- | ------------ | ----------- | --------------------- | --------- |
| 1986 | Premio Ariel | Mejor actor | Memoriales perdidos   | Ganador   |
| 1989 | Premio Ariel | Esperanza   | Mejor actor de cuadro | Ganador   |